# Дамаскин
Дамаскин је збирка разноврсних садржаја речи, витае, учења, итд. који се појављују у бугарској књижевности као резултат примања модерног грчког антологија "Благо" (Венеција, 1557/58) Дамаскина Студита, у чије име првобитно изворно име "дамаскин". 